# 柴田利右エ門
柴田 利右エ門（しばた りえもん、1916年（大正5年）3月1日 - 1973年（昭和48年）2月3日）は、昭和期の労働運動家、政治家。参議院議員（1期）。

## 来歴
愛知県、現在の名古屋市熱田区で生まれる。1930年（昭和5年）名古屋市立熱田高等小学校を卒業した。
1930年、三菱航空機（現三菱重工業）名古屋製作所に入所。1937年（昭和12年）に徴兵され日中戦争、太平洋戦争に従軍した。
戦後、労働運動に加わり、1946年（昭和21年）三菱重工業名古屋機器製作所労働組合の結成に参画し副執行委員長に就任した。以後、同執行委員長、新三菱重工労働組合副中央執行委員長、同中央執行委員長、三菱重工労働組合中央執行委員長、全日本労働総同盟副会長、全国民間労組委員長懇談会（全民懇）幹事、雇用審議会委員長などを務めた。
1971年（昭和46年）6月の第9回参議院議員通常選挙で全国区に民社党公認で立候補して当選したが、1972年2月、議員在任中に死去し、参議院議員に1期在任した。死没日をもって勲四等旭日小綬章追贈（勲七等からの昇叙）、従五位に叙される。